# Santuario di Sant'Antonio di Padova (Roccalumera)
Il Santuario Sant’Antonio di Padova di Roccalumera è un tempio sacro cattolico ubicato sull’antica via Consolare Valeria - oggi via Nazionale - a Roccalumera. 
Gestito dalle Suore Cappuccine del Sacro Cuore, fondate dalla serva di Dio Veronica Briguglio e dal Venerabile Francesco Maria Di Francia, si caratterizza quale luogo di forte spiritualità cristocentrica e antoniana e costituisce da sempre un punto di riferimento per tutto il circondario.
Dal 1982 la chiesa è santuario diocesano.

## Le origini del culto: l'Orfanotrofio “Sant'Antonio”
Il culto di Sant’Antonio sul territorio Roccalumerese si lega inscindibilmente alla nascita della Congregazione delle Suore Cappuccine del Sacro Cuore. 

### La fondazione dell'Istituto
L'11 marzo 1897 un gruppo di quattro suore dell'Opera fondata da Sant’ Annibale Maria di Francia nel quartiere Avignone di Messina decide di ritirarsi a Roccalumera per un breve periodo di noviziato, alfine di maturare una più profonda formazione religiosa e, nello stesso tempo, evitare l'acuirsi di alcuni dissapori che si erano manifestati nell'Opera; la decisione era però soltanto momentanea ed esse avrebbero dovuto fare ritorno alla comunità di Messina dopo qualche tempo. Invece, evidentemente, “la Provvidenza aveva altri progetti”.
Arrivate a Roccalumera si portarono subito in chiesa a ringraziare il Signore dell’aiuto e della protezione usatele e parteciparono alla santa messa. Quindi andarono ad abitare inizialmente nel villino della signora Fiorentino, luogo della loro solita villeggiatura; poi, in un appartamentino preso in affitto dalla Marchesa Carrozza, dove nacque la nuova Comunità delle Povere figlie del Sacro Cuore di Gesù.  In questi mesi, infatti, il Signore rivelava la sua volontà servendosi della semplice quotidianità, e faceva capire loro la necessità di una presenza volta ad aiutare i poveri, i bisognosi, ma soprattutto il grande numero di bimbi che erano senza genitori, soli, senza famiglia: “non avevano nessuno”.
Per queste ragioni, sotto la direzione di suor Veronica di Gesù Bambino, la più anziana delle quattro suore, e del canonico Francesco Maria di Francia, loro padre spirituale, nacque l'Orfanotrofio femminile, che trovò sistemazione in un magazzino comprato da padre Francesco grazie al generoso aiuto dello zio Carmelo Papandrea; era composto da tre grandi vani e divenne la sede definitiva della Casa Madre della Congregazione. È il 30 Agosto del 1899. Padre Francesco e madre Veronica, impegnati a realizzare il medesimo progetto di carità, non tenevano conto dei notevoli sacrifici ed erano felici. Una lunga e bellissima storia, intrisa di “carità ed umiltà”, stava appena incominciando. 

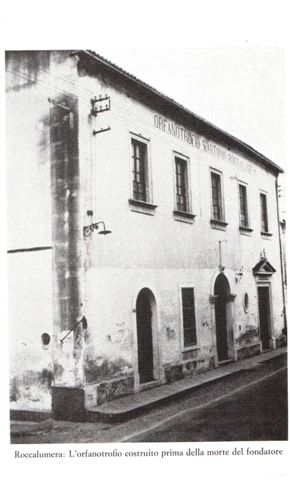
L'orfanotrofio Sant'Antonio e la cappella del Sacro Cuore, primi anni del Novecento

Le suore vivevano in assoluta povertà e in perfetta letizia, raccolte intorno a Gesù sacramentato, contemplando l’insondabile misericordia di Dio e pregando a tutte le ore nella cappella dell’istituto (ancora oggi esistente ma accessibile solo dall'interno), inaugurata nel 1904 e dedicata al Sacro Cuore di Gesù, da cui attingevano slancio e forza, aiuto e consolazione. 
Da ogni parte ricevevano beneficenze e le distribuivano a quanti erano nel bisogno; la questua era per loro una vera missione: consigliavano i dubbiosi, sostenevano le madri addolorate e i giovani in pericolo, dissuadevano dalle unioni illegittime e accoglievano le bambine abbandonate.
Dopo appena otto anni, la nuova casa ospitava 14 suore e 56 orfanelle mantenute gratuitamente, senza redditi, né contributi, né sovvenzioni. Padre Francesco e madre Veronica si curavano di loro, con l’attenzione e l’affetto di veri genitori, mantenendo le piccole in un clima di calore e di famiglia.

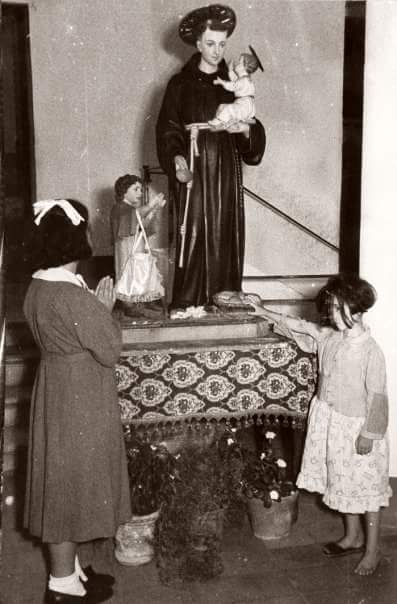
Antica foto del simulacro comprato dal Fondatore con due orfanelle, di cui una appena arrivata in istituto

- Nel 1913 il fondatore acquistò personalmente una statua di Sant’Antonio di Padova e affidò alla sua speciale protezione le povere orfanelle;[7] Antica foto del simulacro comprato dal Fondatore con due orfanelle, di cui una appena arrivata in istituto egli era un grande devoto del Santo Taumaturgo e spesso ammoniva: “Se volete essere veri devoti di Sant' Antonio, dovete procurarvi di farvi santi così come Egli si fece santo. E veramente il farci santi ci gioverà e in questa vita e nell'altra.”[8] La statua comprata da p. Francesco presenta il Santo con fattezze giovanili, a indicarne  la bontà d'animo e la bellezza interiore; con la mano sinistra sorregge un dolcissimo Bambinello che volge le sue mani verso il volto austero e rassicurante del Santo, come a volerlo amorevolmente abbracciare; il Divino Pargoletto è poggiato su un libro, simbolo della  scienza, della dottrina e della  predicazione del Patavino, sempre radicata nelle Sacre Scritture. La mano destra, invece, è protesa  verso un povero giovanetto a cui il Santo porge un panino, preso dal cesto posto ai suoi piedi, quale simbolo della fervente carità che ne animò la vita e ne mosse le azioni. Il giglio, infine, e simbolo della purezza e della lotta contro il male.

Ecco, perciò, che il Santo di Padova costituisce una figura presente nella tradizione dell'Istituto fin dalle sue primissime origini, assistente prodigo e silenzioso nello sviluppo della comunità e speciale intercessore delle suore del Sacro Cuore, tanto da essere popolarmente conosciute come le “suore di Sant'Antonio”. 
Lo stesso orfanotrofio femminile portava adesso il suo nome.

## La costruzione della Chiesa di “Sant'Antonio” e l'erezione a Santuario
Nello stesso anno padre Francesco peggiorava in salute; il fondatore rese santamente lo spirito il 22 dicembre 1913, per il sopraggiungere di un infarto; la responsabilità dell'Opera rimase sulle spalle di Madre Veronica e del cappuccino p. Salvatore da Valledolmo, che il fondatore aveva voluto a Roccalumera da circa sei mesi per essere assistito e aiutato nell’opera di beneficenza già affermata.
Intanto, per volontà del p. Salvatore, l'Istituto - pur conservando la sua identità e fisionomia spirituale – il 1 dicembre 1915ottenne l'aggregazione ufficiale e definitiva all'ordine del Serafico padre San Francesco, con somma gioia delle suore e della stessa Madre Veronica, ben consapevoli di essere nate << francescane >> nel cuore del Fondatore e liete pertanto di essere divenute le “suore terziarie cappuccine del Sacro Cuore”.

Sempre padre Salvatore, giovane e tanto appassionato all'opera affidatagli da padre Francesco,  si diede da fare per l'ampliamento dell'Orfanotrofio e dalla parte del mare e, quando lì non vi fu più spazio, acquistando il terreno antistante; in quel luogo sarebbe anche stata realizzata di lì a poco l'audace volontà di madre Veronica: una grande Chiesa in onore di Sant’ Antonio.

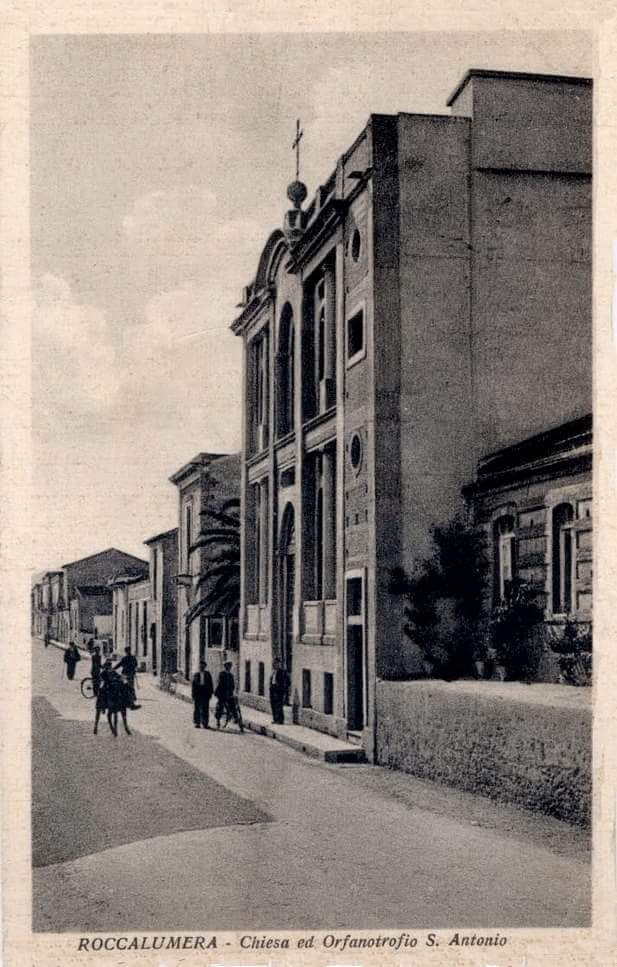
Cartolina raffigurante la chiesa di Sant'Antonio, 1930 circa

La sua edificazione iniziò tra mille difficoltà nel 1926, un passo dopo l'altro, anche con l'aiuto pratico delle suore e del cappuccino, che lavorarono intensamente insieme ai muratori.
Ma alcuni cittadini, disapprovando la costruzione, imbastirono infamanti calunnie contro le suore e contro i frati cappuccini che le assistevano. Iniziarono i dissapori con la Curia, che prima si era manifestata sempre benevola, mentre ora era loro distante, a causa soprattutto di una serie di reciproci equivoci e incomprensioni che, attraverso lunghi e perigliosi accadimenti,si andarono via via risolvendo a partire dall'arrivo da Roma - il 1º giugno 1929 - del delegato apostolico p. Stanislao Ambrosini, designato personalmente da Pio XI.
Cessata la tempesta, vinta nel 1930 la causa con la famiglia Papandrea-Biotti, i lavori di costruzione della Chiesa di Sant' Antonio - che era rimasta incompiuta - poterono proseguire, grazie anche agli aiuti che p. Ambrosini riuscì ad ottenere da Mons. Paino, il grande ricostruttore di Messina. 
La realizzazione dell'opera comportò un notevole impiego di risorse umane ed economiche, e il progetto si poté  portare a compimento <<grazie ai sacrifici unanimi e sovrumani e alla generosità dei benefattori>>.

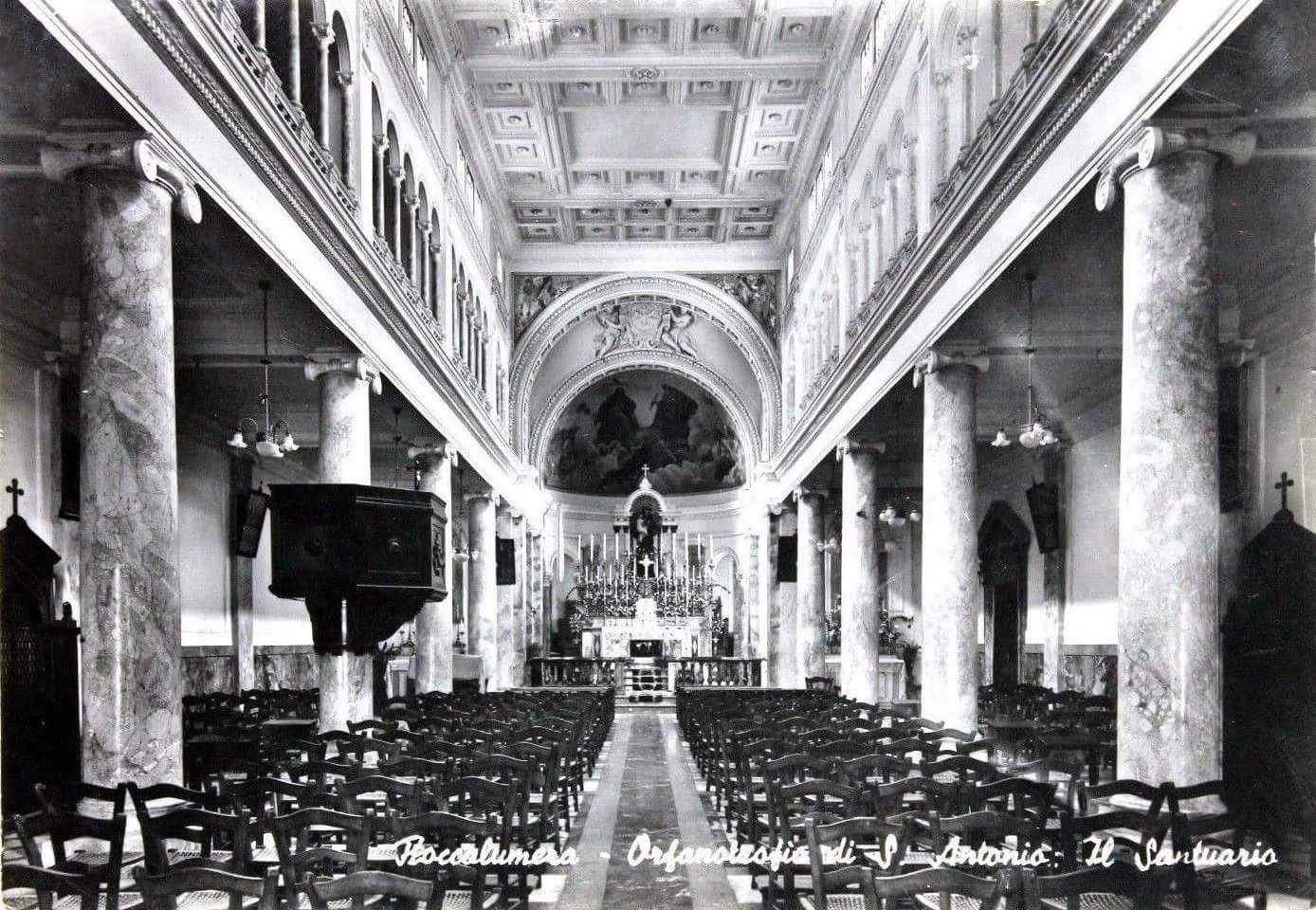
Interno della chiesa di Sant'Antonio prima della riforma liturgica; si notino balaustra, pulpito e presbiterio

La chiesa fu completata sempre sotto la sapiente guida spirituale di p. Ambrosini, fu arricchita da un bellissimo altare monumentale e benedetta il 26 maggio 1932, non ancora ultimati i lavori (che si sarebbero conclusi nell'anno seguente); in quella data, presente Madre Veronica, il parroco di Roccalumera p. Carmelo Saccà vi celebrava la prima Messa, delegato per l'occasione dall'Arcivescovo.  La funzione riuscì commovente, le suore videro coronati i tanti sacrifici e le tante preghiere, il popolo sentì un richiamo irresistibile alle pratiche religiose.
Da allora, la preghiera delle suore e dei fedeli scandisce quotidianamente il ritmo delle giornate e culmina nella celebrazione dell’Eucaristia, tempo di grazia vissuto da ciascuno con profonda partecipazione interiore.
In più, a distanza di cinquant'anni da quel felice evento, accogliendo favorevolmente la petizione presentata da suor Natalina Arcodia (l’allora superiora generale della congregazione) , l'Arcivescovo di Messina Ignazio Cannavò  decretava l'erezione della chiesa di Sant'Antonio di Padova a Santuario diocesano (decreto del 8 dicembre 1982), divenuta effettiva a decorrere dal 20 dicembre dello stesso anno, giorno in cui il tempio fu dedicato con rito solenne dallo stesso Arcivescovo Cannavò.

## L'esterno del Santuario
Dal punto di vista architettonico il volto esterno del santuario appare sobrio ed elegante. 
Alla sommità un timpano curvo ribassato, sormontato da una grande croce, e un elegante balaustra fungono da corona all' intera struttura.
Il registro inferiore è dominato da un ampio ed artistico cancello in ferro battuto, riportante in alto lo stemma della famiglia Cappuccina e la suggestiva iscrizione  “Vere Dominus est in loco isto”(Veramente il Signore è in questo luogo), tratta dal libro della Genesi (28,16), che imprime al tempio maestosità e stupore.
È affiancato da quattro finestre ferrate, due per lato, separate da colonne e sormontate da modeste aperture ovoidali, che permettono alla luce di illuminare lo spazio retrostante.

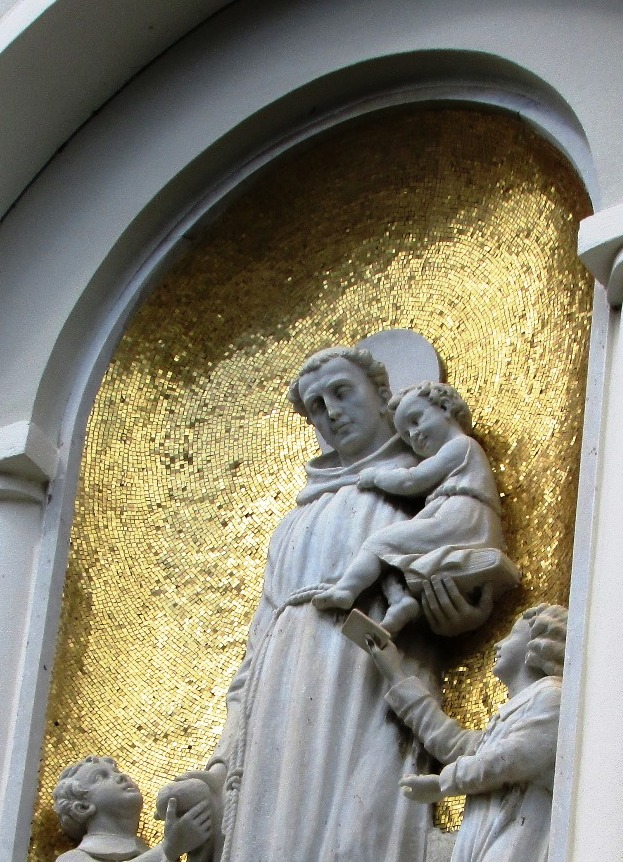
Altorilievo esterno di Sant'Antonio, particolare

- Un grande altorilievo in marmo del Santo dei miracoli domina invece la scena nel registro superiore. Altorilievo esterno di Sant'Antonio, particolareÈ custodito nella nicchia mosaicata al centro tra quattro modesti balconcini, due per ogni parte, separati anch'essi tra loro da colonne; vi fu intronizzato il 31 maggio 1931. La sacra immagine presenta il Santo Taumaturgo con il Bambino Gesù sul braccio sinistro e affiancato da due pargoletti: quello alla sua destra  è intento a ricevere il pane dalle mani del Santo, quella alla sua sinistra è colta nell'atto di consegnargli una minuta letterina con la quale, fiduciosa di essere esaudita, esprime le proprie necessità.[20] I piccoli richiamano i bimbi che per lunghissimo tempo sono stati ricoverati nell'orfanotrofio (prima femminile, poi anche maschile) gestito dalle suore, nutriti e accuditi dalle loro amorevoli cure, e posti dal Fondatore sotto la protezione dal Santo.

## L'interno del Santuario

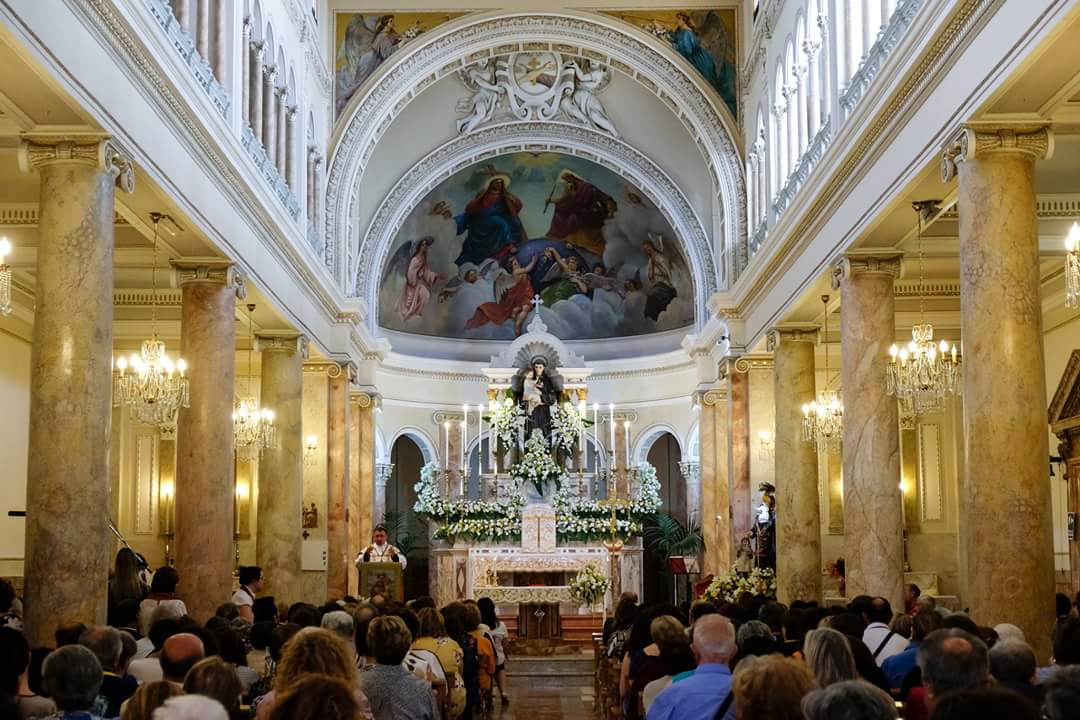
Interno del Santuario, 13 giugno 2018

L'accesso al santuario è caratterizzato da un ampio esonartece, dominato da due massicce colonne marmoree e destinato all’accoglienza dei pellegrini che affollano il santuario nel periodo della festa, desiderosi di venerare il santo di Padova e di ricevere dalle suore cappuccine il tradizionale pane benedetto.
La pianta del santuario, varcato il portone centrale, è a croce latina, con tre navate suddivise da due file di 5 colonne ciascuna in stile ionico, mentre un colonnato semicircolare corinzio avvolge il monumentale altare maggiore in un delicato e caloroso abbraccio; ai due lati, inoltre, un ampio matroneo cadenzato da piccole colonne corinzie sovrasta le navate laterali.
Una gran solennità è conferita alla struttura dal soffitto a cassettoni, così come pure dai due grandi archi che sovrastano il presbiterio: uno è decorato al centro con un grande stucco baroccheggiante raffigurante il blasone dell'ordine cappuccino sostenuto da due putti, l’altro è impreziosito dai dipinti di due angeli musicanti, con in mano un fascio di gigli da offrire al santo.

### L'Altare monumentale

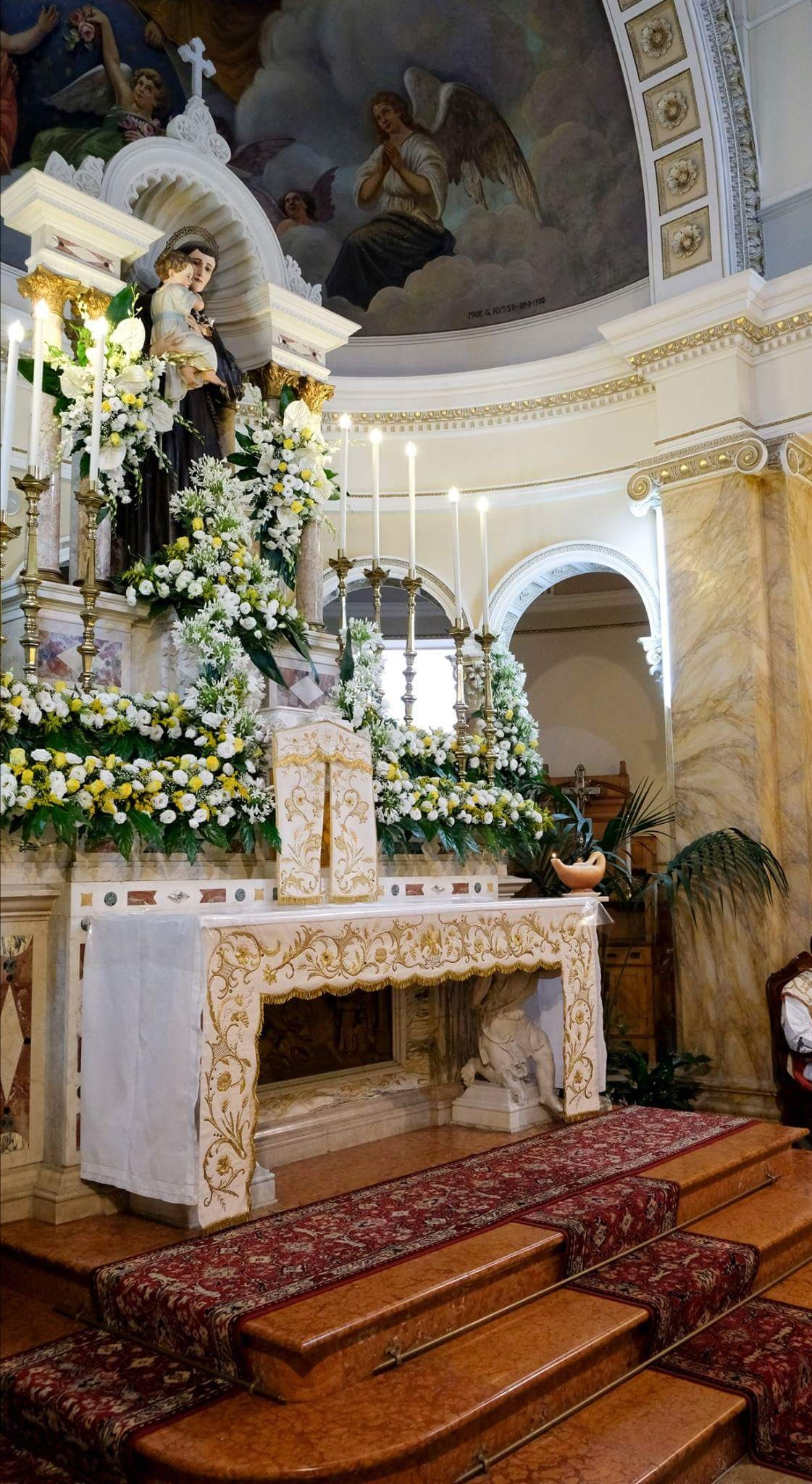
L'altare monumentale adornato con fiori e paramenti sacri

L'Altare monumentale costituisce certamente l'opera più pregiata del Santuario.
Attraverso tre gradoni in marmo rosso si accede all’altare propriamente detto: la mensa è sorretta da due apprezzabili sculture marmoree di putti inginocchiati e nel paliotto a rilievo è rappresentato il miracolo Riminese della mula, significativa sintesi del carattere eucaristico dell’altare e della devozione a Sant’Antonio. 
Il tabernacolo è il centro dell’altare: due ordini di gradini in marmo policromo, muniti di corni, simboli della potenza divina, incorniciano la sacra custodia e servono da base al tempietto che ospita l'immagine statuaria di Santo Taumaturgo.
L’edicola del Santo poggia su un'alta predella, decorata al centro con testa d’angelo e festone, ed è formata da otto colonnine, quattro delle quali disposte a semicerchio, sormontata da capitelli, cornici e cornicioni. Una bianca lunetta a forma di conchiglia, ornata in alto e ai lati con motivi floreali, funge da corona. La croce svetta sopra tutto. 

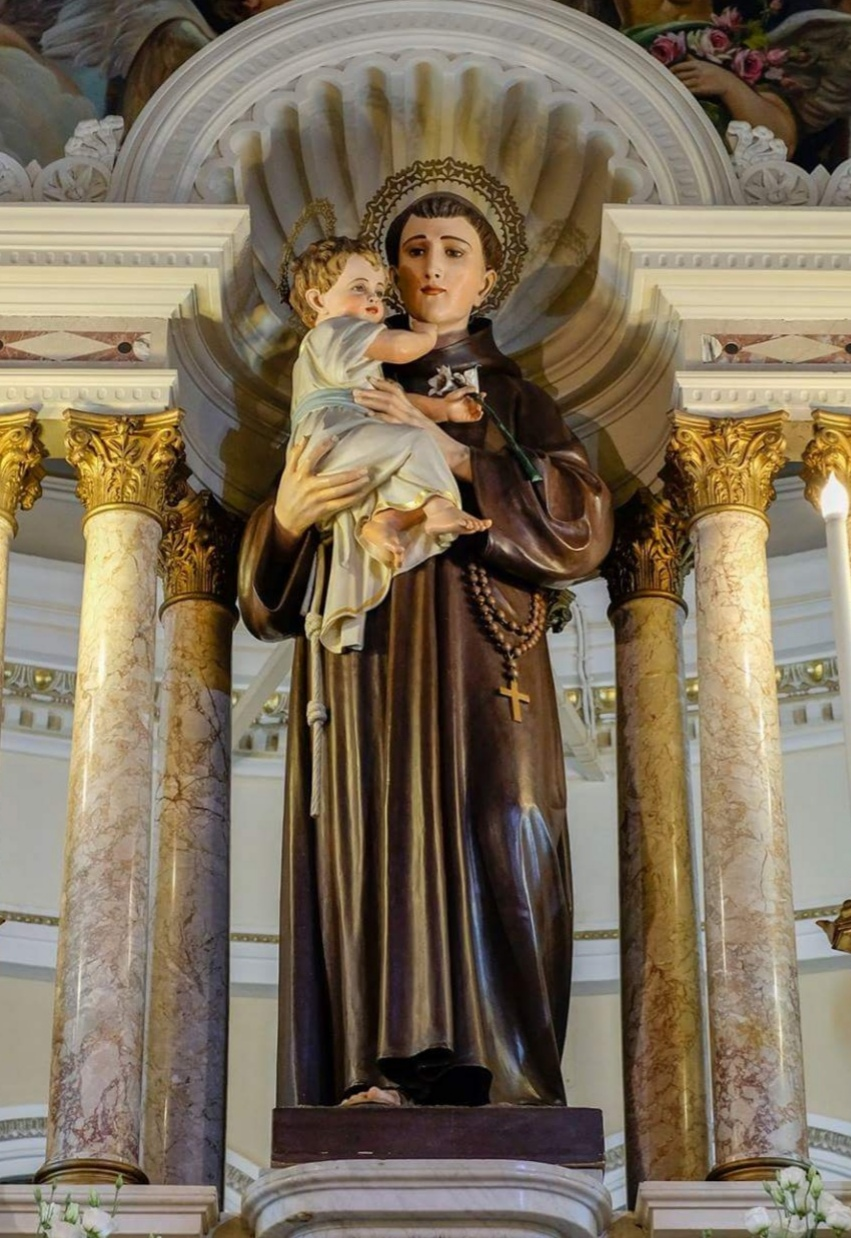
Simulacro di Sant'Antonio sull'altare maggiore

- Il simulacro di Sant'Antonio posto sull' altare monumentale giunse a Roccalumera il 4 settembre 1931.Simulacro di Sant'Antonio sull'altare maggiore Di pregevole fattura, dall'alto della sua collocazione appare imponente e rassicurante, quasi ad accogliere e custodire le domande, le fatiche e le sofferenze di quanti si recano umilmente ad implorare il suo aiuto. La venerata effigie raffigura il Taumaturgo secondo il canone tradizionale dell'iconografia antoniana: un giovane frate francescano, dallo sguardo sereno e penetrante, sorregge tra le braccia un tenerissimo Bambino Gesù. La rappresentazione si riferisce alla visione avuta dal Santo quando, dopo la Pasqua 1231, volle ritirarsi in eremitaggio a Camposanpiero. La tradizione narra infatti che lí, pochi giorni prima della sua morte, si ebbe la famosa predica del Noce e la visione di Antonio con in braccio il Bambino Gesù, nella celletta dove si ritirava per la preghiera e il riposo.

L'altare monumentale è stato benedetto il 26 maggio 1932, lo stesso giorno in cui, sulla sua mensa, è stato per la prima volta celebrato il santo Sacrificio della Messa.

### Il presbiterio e le navate laterali

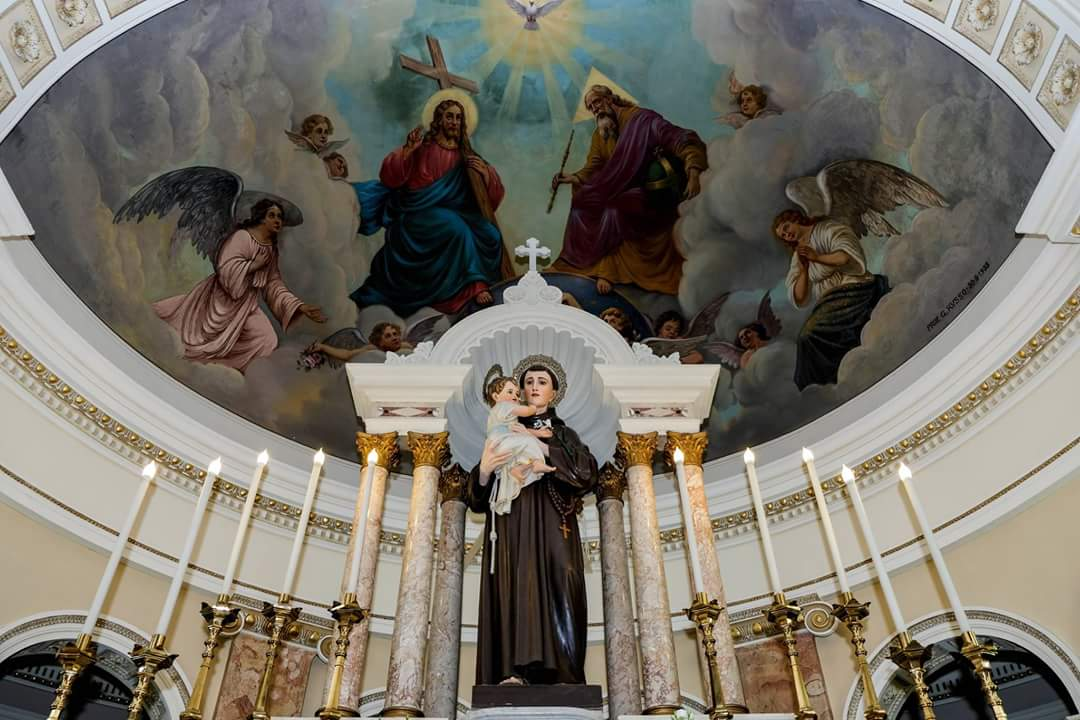
Affresco della SS. Trinità

L’ampio presbiterio del Santuario è coronato da un grande affresco raffigurante la Santissima Trinità, che occupa la lunetta in tutta la sua estensione. La rappresentazione, opera del maestro G. Russo, è stata completata il 30 maggio 1933 e “si mostra con solenne magnificenza al fedele che varca la soglia del Santuario”. 
Nel 1982, in seguito alla riforma del messale Romano promulgata da Paolo VI, furono riorganizzati gli spazi celebrativi del presbiterio, fu rimossa la balaustra e furono installati il nuovo altare “Coram populi” e l'ambone in marmo rosso, progettati dall’architetto Giovanni Rinaldi.
Il 20 dicembre dello stesso anno l'arcivescovo di Messina Ignazio Cannavò consacrava il nuovo altare e dedicava solennemente il tempio, durante la cerimonia che vide la sua erezione alla dignità di santuario.
Scendendo dal presbiterio, nelle pareti che fronteggiano le navate laterali rispettivamente di destra e di sinistra, trovano collocazione gli altari del Sacro Cuore di Gesù e della Vergine Maria immacolata, “semplici e gradevoli per le raffinate linee architettoniche, che rimandano alle origini della fondazione Roccalumerese”:  il Sacro cuore, infatti, è sorgente e centro del carisma dei fondatori, mentre alla Vergine Maria è affidata la Congregazione. 
Inoltre in una delle pareti laterali della chiesa è collocato un artistico crocifisso dipinto a mano e fatto realizzare proprio per il Santuario da un benefattore, il prof. Giovanni Carella. La Croce è stata benedetta e inaugurata il giorno 11 marzo 2017, in occasione del 120 anniversario della fondazione dell'Ordine, durante una solenne celebrazione eucaristica presieduta dal Vescovo di Messina, mons. Giovanni Accolla.

### Le tombe dei Fondatori
Sempre nelle navate laterali, in prossimità  dell'ingresso del santuario, trovano collocazione le tombe dei fondatori,  Francesco Maria di Francia e Veronica Briguglio. 
Il monumento funebre di padre Francesco fu benedetto il 15 maggio 1935 e il 24 maggio successivo ne accolse le spoglie mortali; realizzato in raro marmo nero con venature gialle, è sormontato da un mezzo busto a tutto tondo in marmo bianco raffigurante il volto del Venerabile.
La tomba di madre Veronica fu invece completata nel 1963 e ne accolse le spoglie mortali l'11 settembre 1964;  realizzato dallo scultore Ovidio Sutera, è sormontato da due grandi statue in marmo bianco raffiguranti la fondatrice e una ragazza che, in ginocchio, ne invoca la materna protezione.
Nel complesso, il Santuario di Sant'Antonio risulta dunque un sito spiritualmente ed architettonicamente affascinante, un luogo in cui ogni visitatore non può non essere colto da un senso di devota meraviglia, che generi santo stupore e ispiri raccoglimento nella contemplazione e nella splendida celebrazione della divina liturgia.

## Il restauro della statua di Sant'Antonio
Nell'anno del Signore 2013, in occasione del 100 anniversario dell'arrivo della statua di Sant'Antonio a Roccalumera per volere di Monsignor Francesco Maria di Francia, durante il giubileo per il primo centenario dalla morte dello stesso Fondatore, i volontari antoniani hanno promosso, d'intesa con le suore cappuccine del Sacro Cuore,  un'ampia raccolta fondi che ha permesso, con il contributo economico di tantissimi devoti, di procedere al restauro del venerato simulacro del santo; la statua ha pertanto lasciato l'Istituto alla volta dei laboratori del maestro restauratore Ugo Vaccaielli di Catania.

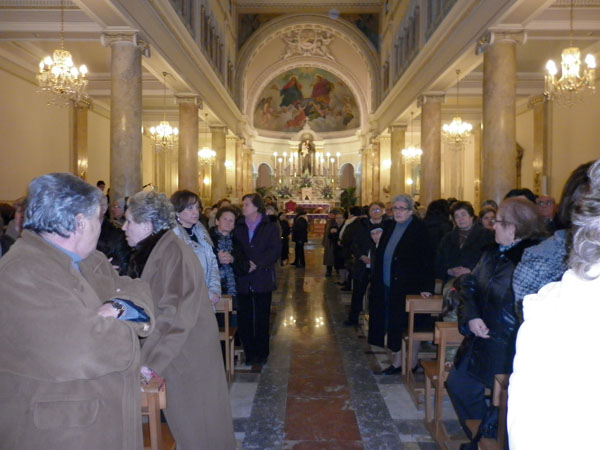
Il santuario, gremito, si prepara ad accogliere il rientro, 16 marzo 2013

 Al termine dei lavori, durati alcuni mesi, il ritorno del simulacro restaurato è stato salutato da una folla commossa di fedeli, il 16 marzo 2013, con una solenne celebrazione eucaristica presieduta da p.Antonio Ucciardo, alla presenza della autorità pubbliche, della Madre Generale s. Mariaconcetta e del maestro restauratore. 

Nel corso dell'omelia Padre Ucciardo ha evidenziato la similitudine straordinaria fra il Fondatore Padre Francesco Maria Di Francia e Sant’Antonio, figure di centrale importanza per la comunità dei fedeli attraverso i quali si esprime la fisonomia autentica del ministero dell’Istituto, una mano protesa verso i poveri, visti non solo come destinatari di beni materiali, ma bisognosi di supporti spirituali, segnatamente in questo periodo di crisi morale e spirituale per la storia dell’umanità intera. 

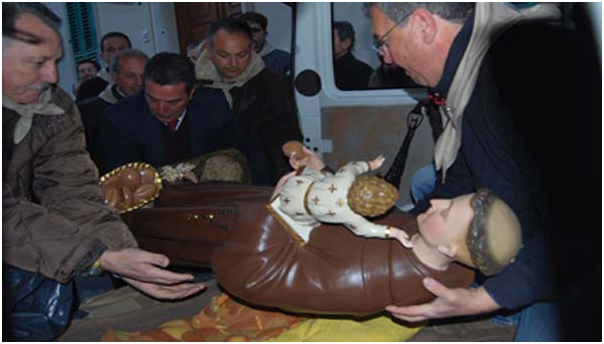
Il simulacro appena rientrato dal restauro viene uscito dal pulmino per essere accolto nel santuario, 16 marzo 2013

"La Chiesa, serva del Signore, attraverso queste figure, adempie al suo ruolo primigenio dunque, soccorritrice degli afflitti e degli orfani di questo nostro tempo. Pertanto i Santi sono necessari, non semplicemente per il culto popolare, ma perché rappresentano ciò di cui i fedeli hanno reale bisogno. Essi sono un monito, immagine viva e dato visivo al quale ispirarci. Anche noi - ha detto Padre Ucciardo - dobbiamo tendere a diventare un’immagine restaurata di uomini e donne, che il Padre Celeste ha voluto redimere dal Peccato per donare la sua Grazia".

## La festa di Sant' Antonio
Il santuario è sede ogni anno dei solenni festeggiamenti in onore di sant'Antonio di Padova.

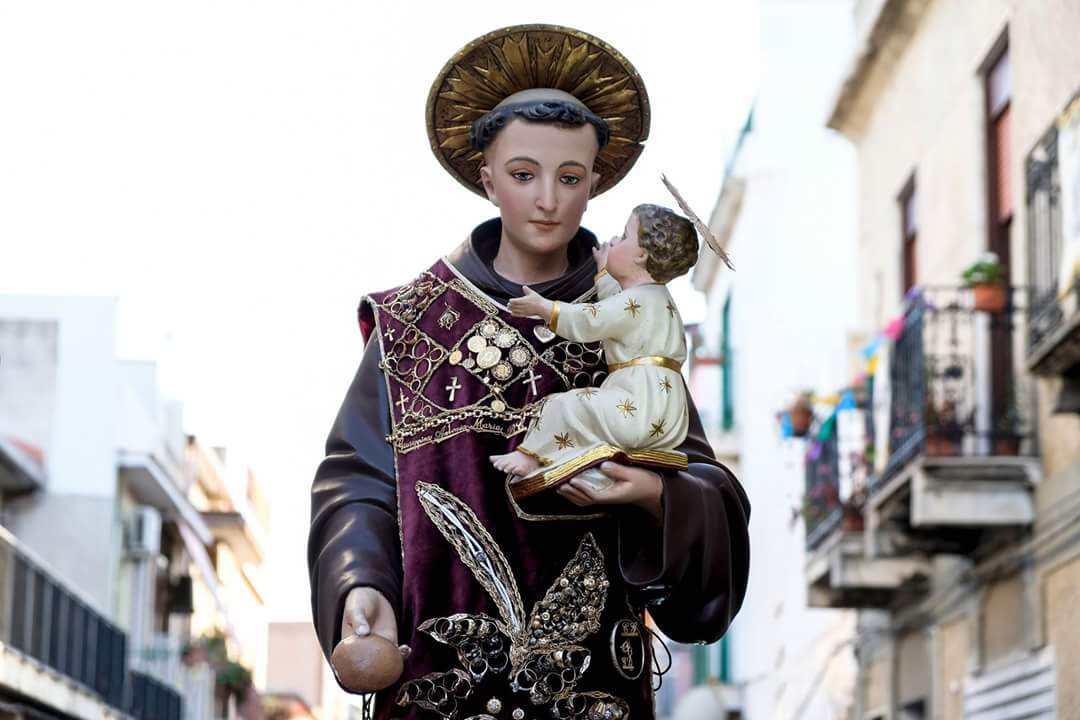
Il simulacro di Sant'Antonio risalente al 1913, processione 2018

Il programma della festa prende generalmente avvio con la traslazione della sacra effigie del Taumaturgo  (quella acquistata dal Fondatore, e dunque la più antica) dall'Istituto al Santuario, dove iniziano le celebrazioni della tredicina (con la preghiera dei vespri, il santo rosario, la coroncina a Sant’Antonio e la celebrazione eucaristica); il giorno della traslazione ha luogo anche l’offerta della lampada votiva da parte dei volontari antoniani con il rinnovo dell’atto di consacrazione. 
Le celebrazioni si susseguono durante tutti i giorni della tredicina, e sono momento di rinnovamento spirituale e occasione per accostarsi al Sacramento della riconciliazione.
Il 12 giugno, vigilia della solennità, durante la santa messa vengono benedetti i bambini, i loro abiti di devozione e il pane tradizionale di Sant' Antonio, che viene distribuito dalla sera stessa e per tutta la giornata seguente dalle suore e dai volontari antoniani nell'esonartece del Santuario.
Il 13 giugno, giorno della solennità, si rinnova il continuo pellegrinaggio dei devoti,  provenienti ogni anno da tutta la provincia e non solo, ai piedi del santo dei Miracoli, per partecipare alle numerose Sante Messe che vengono celebrate durante tutta la mattinata, ricevere il panino benedetto e omaggiare il Glorioso Taumaturgo per le grazie ricevute.
Da diversi anni, dopo un lungo periodo di assenza,  è stato ripristinato l'antico appuntamento annuale con la processione del Santo: a seguito della solenne celebrazione eucaristica pomeridiana, infatti, prende avvio il corteo che con gran concorso di popolo accompagna il venerato simulacro di Sant’Antonio e la Reliquia del Santo custodita nel Santuario lungo gli oltre 2 km della via Umberto I che attraversa il paese,  seguita dal tradizionale sorteggio dei 13 doni.
I festeggiamenti si concludono il giorno dell’ottava, con la solenne celebrazione eucaristica e il rientro del simulacro di Sant’Antonio nell'ala-alloggio dell’Istituto, dove è custodito dalle Suore durante il resto dell'anno.

### La storia della processione

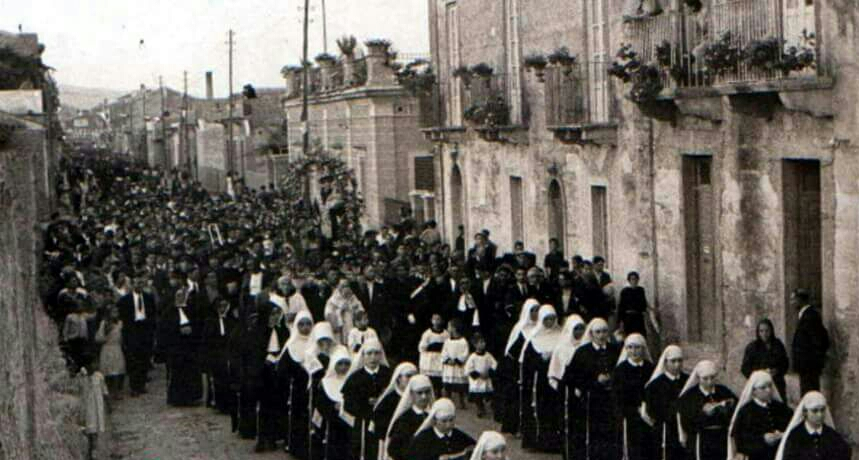
Processione di Sant'Antonio di Padova del 1936

Peculiare è la storia della processione del 13 giugno: questa, infatti, si svolse regolarmente fino al 1963, per poi essere soppressa. 
Per circa quarant'anni,dunque, la festa del Santo si svolse senza la processione, mentre l'antica statua del Taumaturgo veniva venerata dai molti fedeli nell'atrio dell'ala alloggio delle Suore, aperta ogni anno per l'occasione. 
Così i sempre più numerosi devoti del Santo, che continuavano a gremire le celebrazioni nel santuario durante la tredicina e nel giorno della festa, dovettero aspettare ben 43 anni prima di poter rivedere il santo dei Miracoli percorrere le loro strade: dopo una poderosa raccolta di firme (oltre 1500), inviarono una petizione all’arcivescovo di Messina per esprimergli questo forte desiderio presente nei suoi figli Roccalumeresi; il vescovo accolse la richiesta e il 13 giugno 2006, tra due ali di folla, il venerato simulacro di Sant’Antonio percorse tutta la via Nazionale, tra la gioia e la commozione di tutti i presenti.
Nei due anni successivi, il 2007 e il 2008, la festa di Sant’Antonio si svolse nuovamente senza la processione. 
Nel 2009 fu invece ri-autorizzata ma in una versione “ridotta”, concentrata esclusivamente sulla riflessione spirituale, senza spari pirotecnici, senza fermate e con un percorso molto più breve (fino alle due chiese della Madonna della Catena e della Madonna del Carmelo). La processione continuò a svolgersi secondo queste modalità fino al 2012.
Il 13 giugno 2013, infatti, in occasione dei solenni festeggiamenti per il Centenario del simulacro di Sant’Antonio  (nello stesso anno del primo Centenario dalla morte del Fondatore) , la processione fu ripristinata per intero e la restaurata statua del Santo ritornò a percorrere in forma solenne – e senza le precedenti limitazioni - tutta la via Nazionale, assumendo la forma definitiva che mantiene tutt'oggi, con grande gioia dei devoti.

## Galleria d'immagini

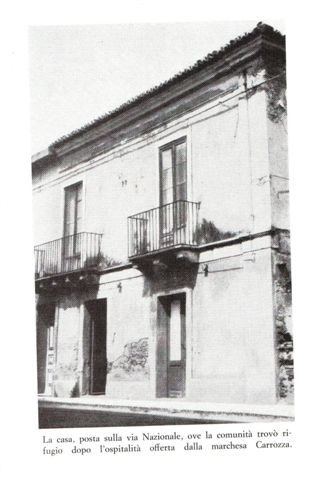
La casa della Marchesa Carrozza, che ospitò le suore al primissimo inizio della loro missione
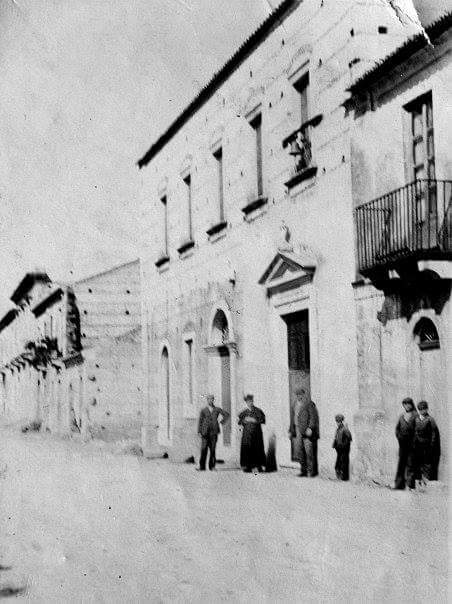
Antica foto dell'Istituto delle suore cappuccine, prima di essere ristrutturato e ampliato, 1911
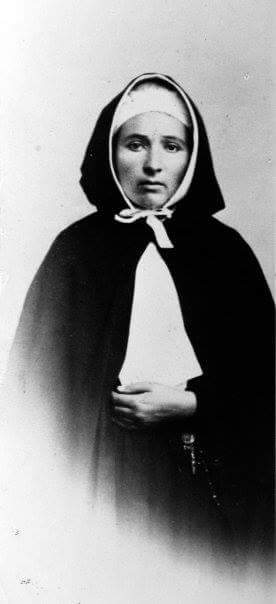
Foto di Madre Veronica quando era giovane
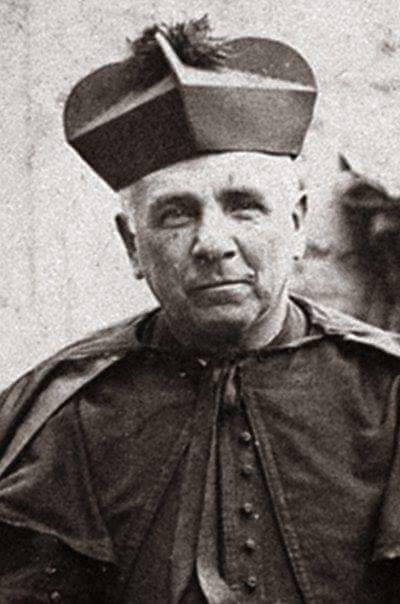
Foto di padre Francesco Maria Di Francia
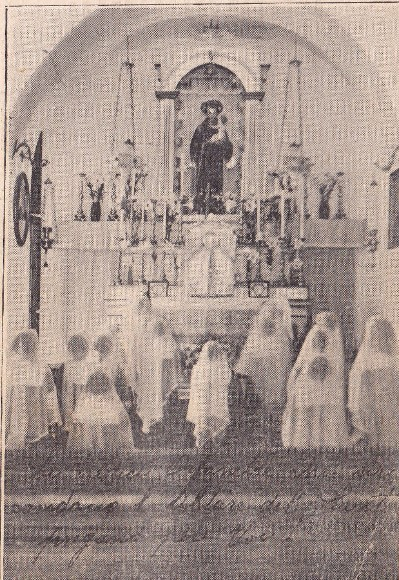
Antica cartolina, antico altare all'orfanotrofio
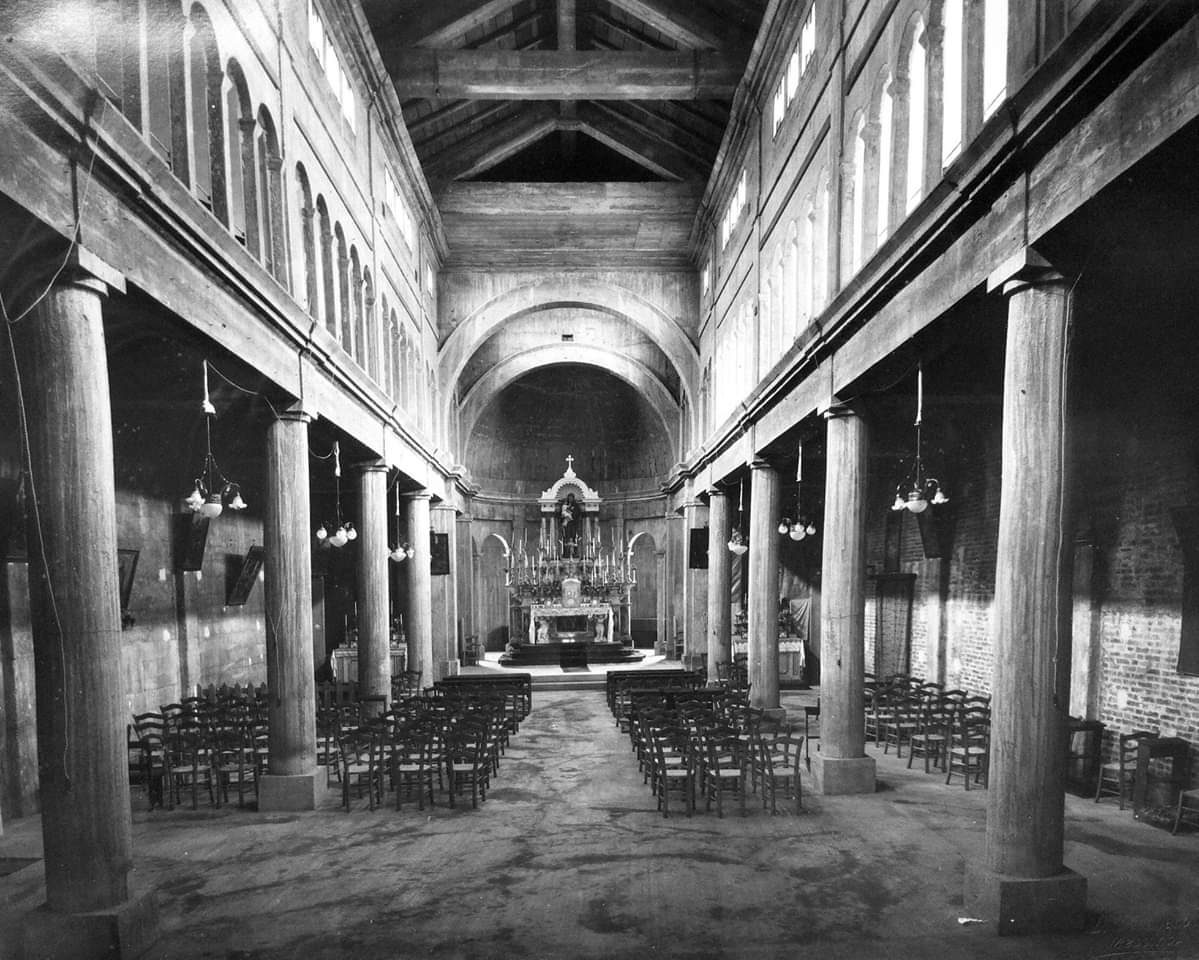
Interno della Chiesa ancora incompleta
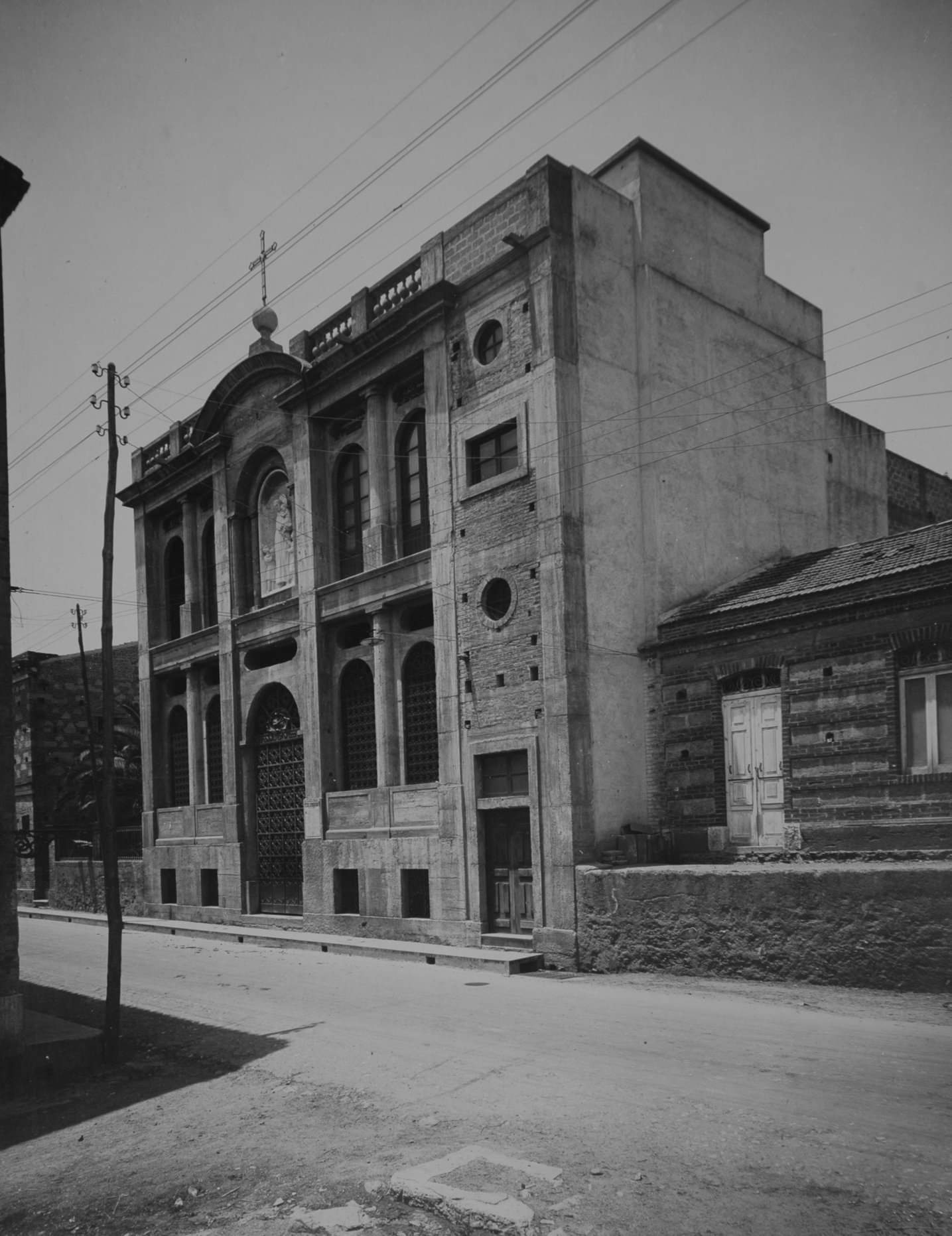
Esterno della Chiesa ancora incompleta
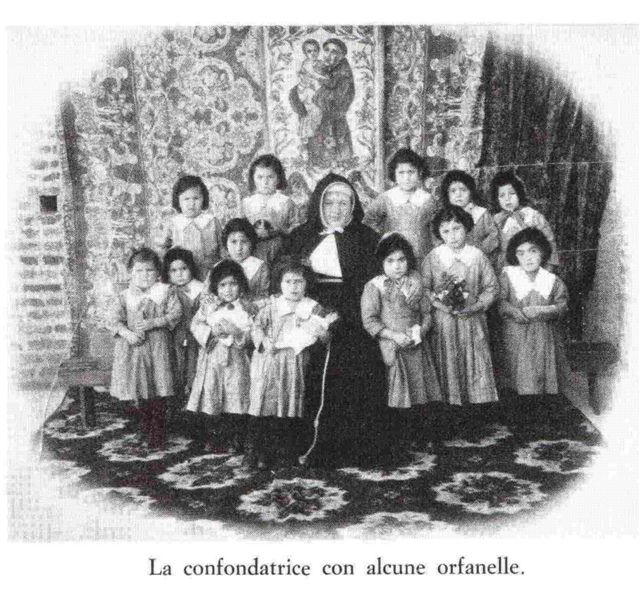
Foto della cofondatrice insieme ad alcune orfanelle
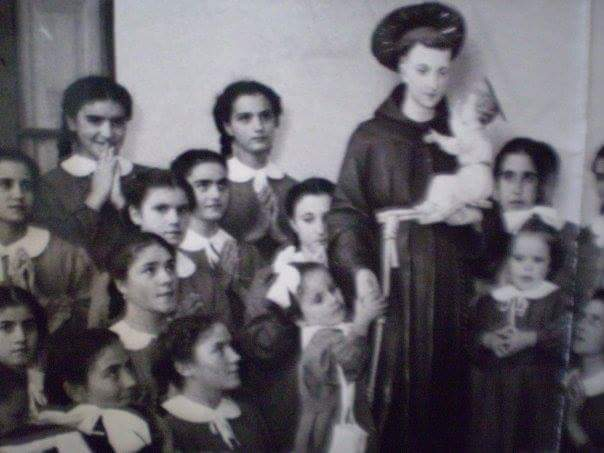
Antica foto di un gruppo di orfanelle intorno alla statua del Santo
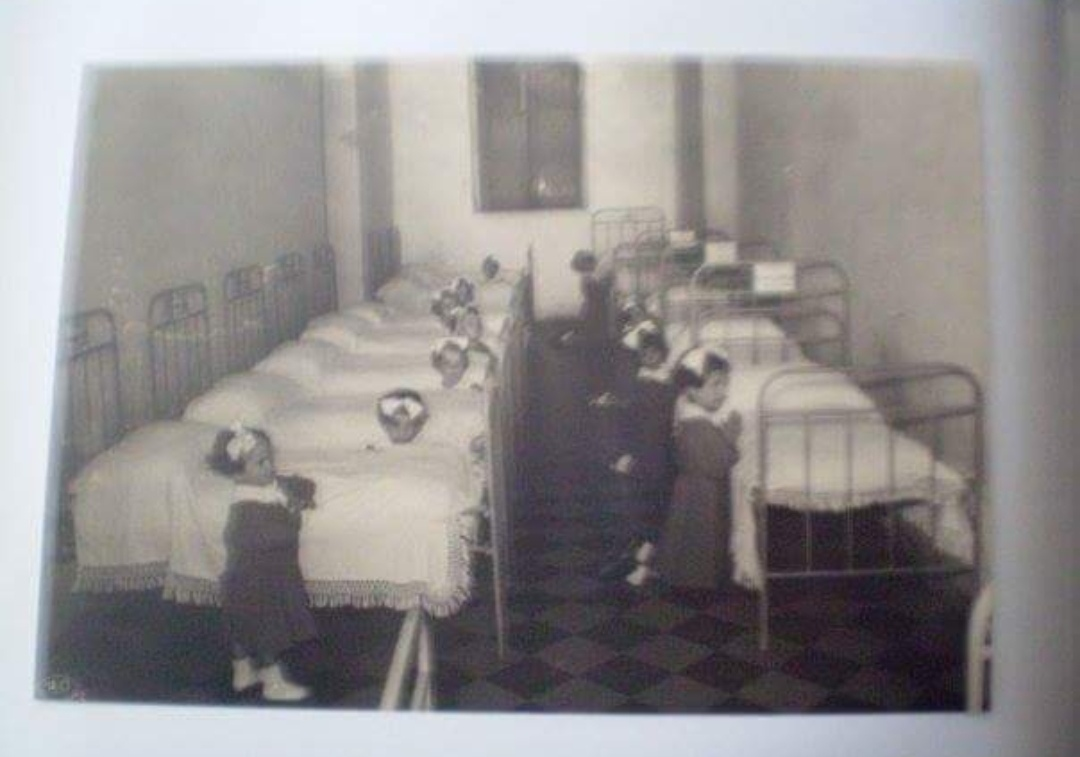
Dormitorio delle orfanelle
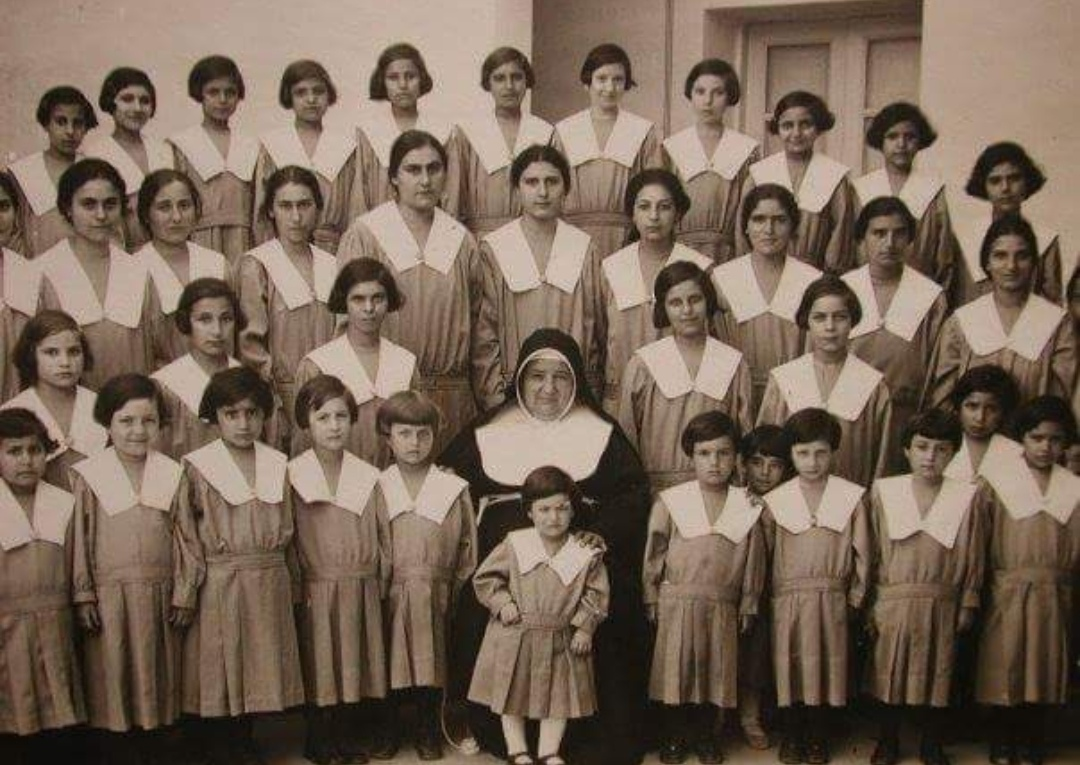
Madre Veronica insieme a un gruppo di orfanelle
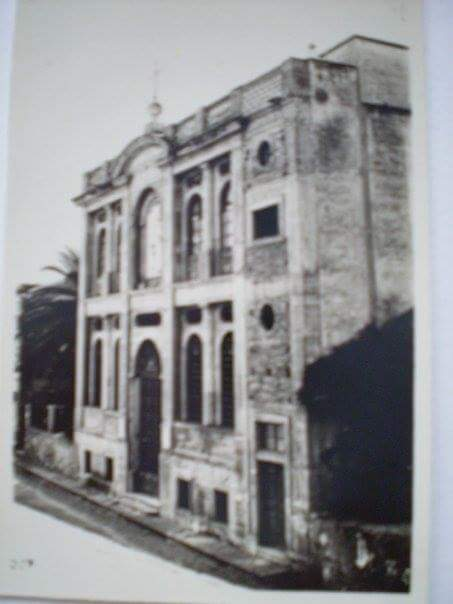
Antica foto del santuario non ancora completato, 1930 circa
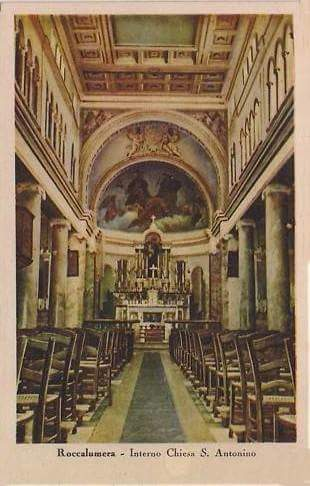
Cartolina del 1941. Si notino balaustra, pulpito e presbiterio
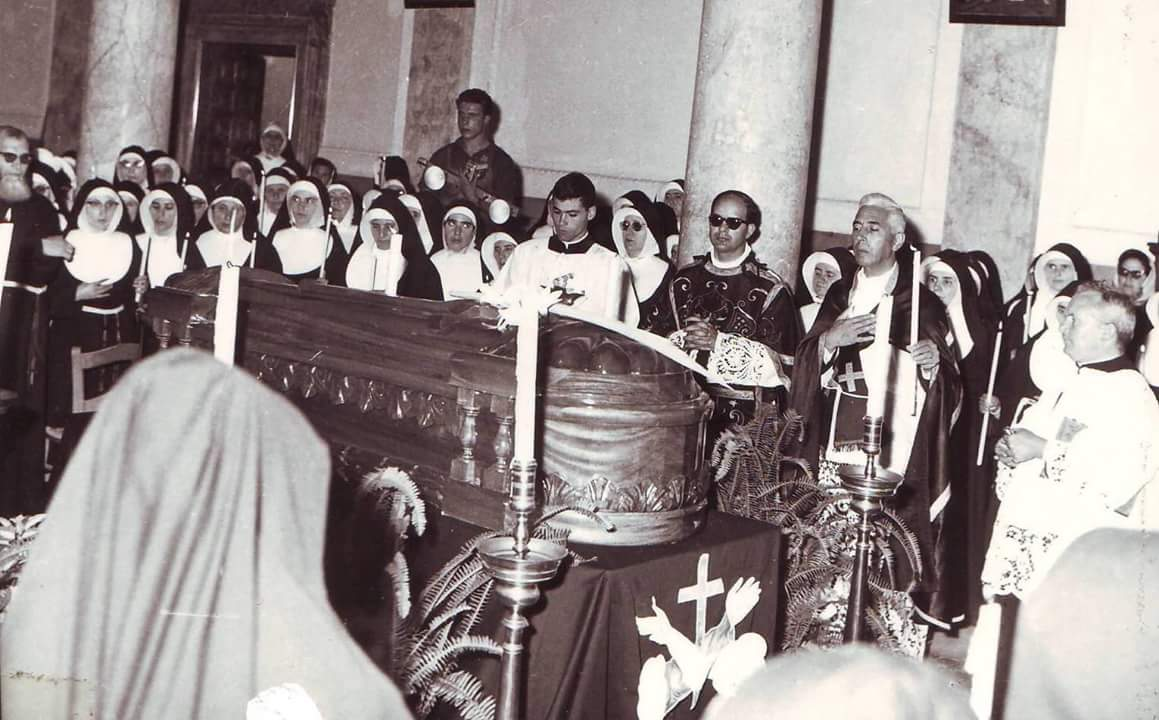
Traslazione del corpo di madre Veronica nel santuario, 1964
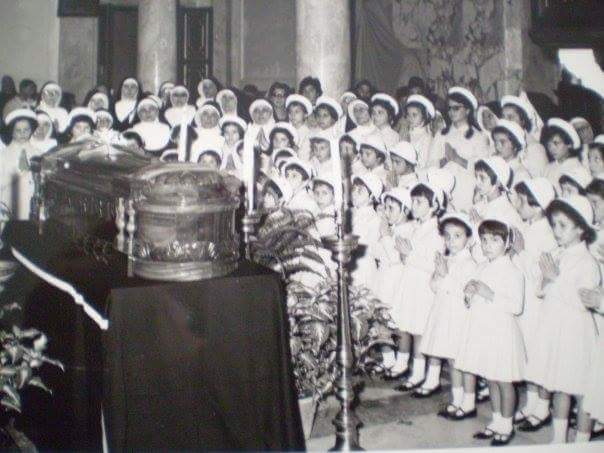
Traslazione del corpo di madre Veronica nel santuario, 1964
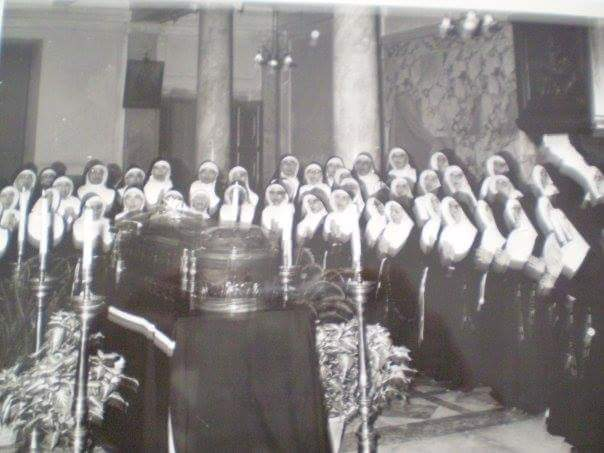
Traslazione del corpo di madre Veronica nel santuario, 1964
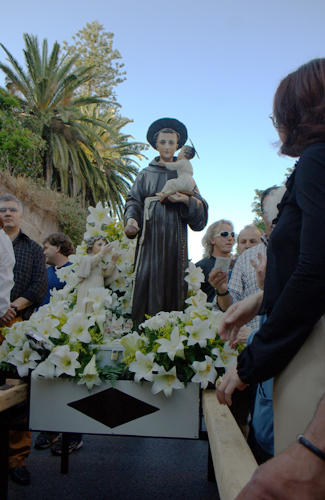
Storica processione di Sant'Antonio del 2006
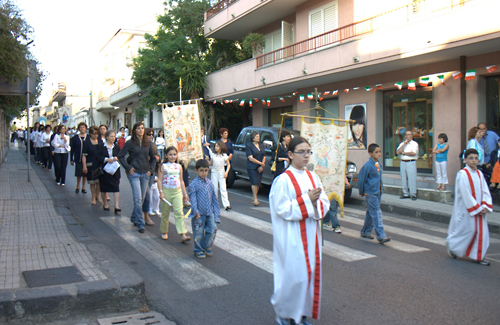
Storica processione di Sant'Antonio del 2006
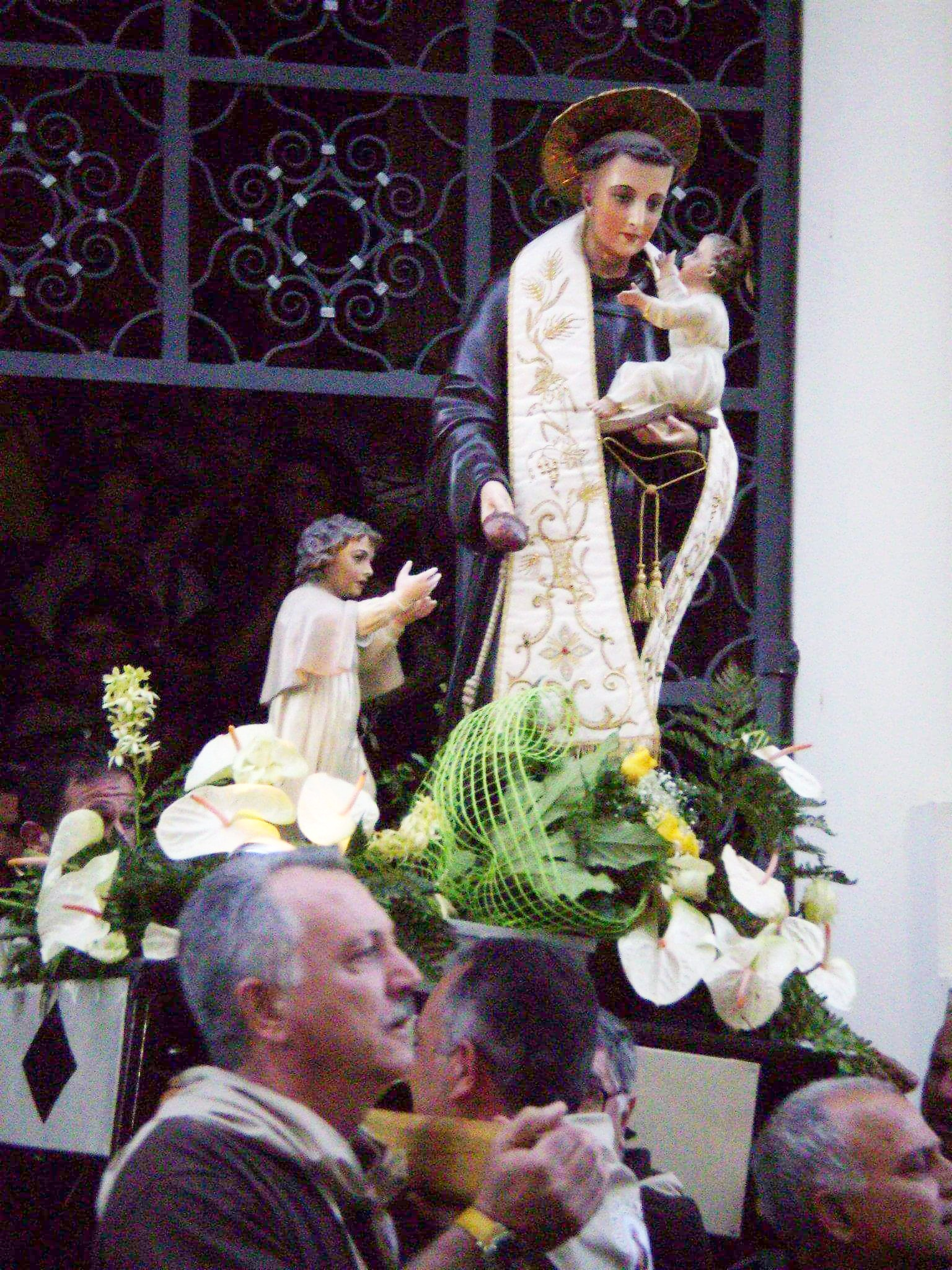
Sant'Antonio esce dal santuario, 2009
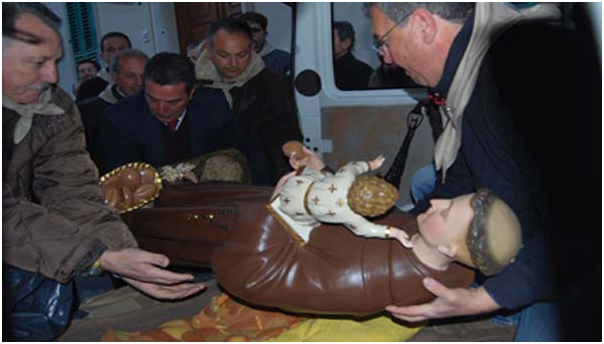
Il simulacro appena rientrato dal restauro viene uscito dal pulmino per essere accolto nel santuario, 16 marzo 2013
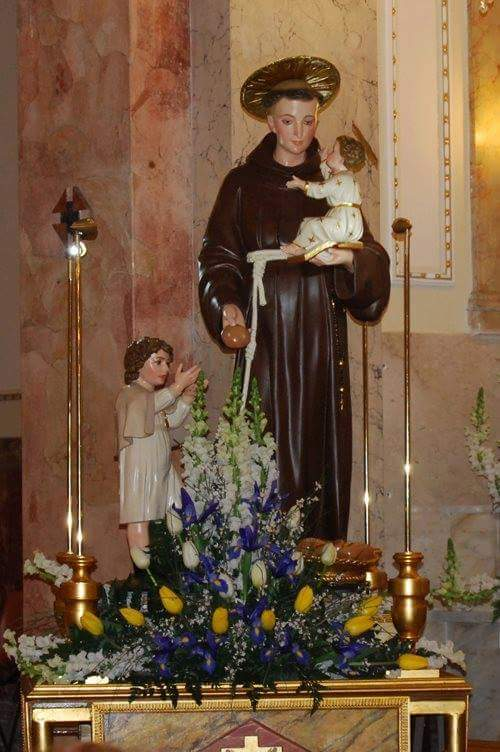
Il simulacro di Sant'Antonio appena restaurato, 16 marzo 2013
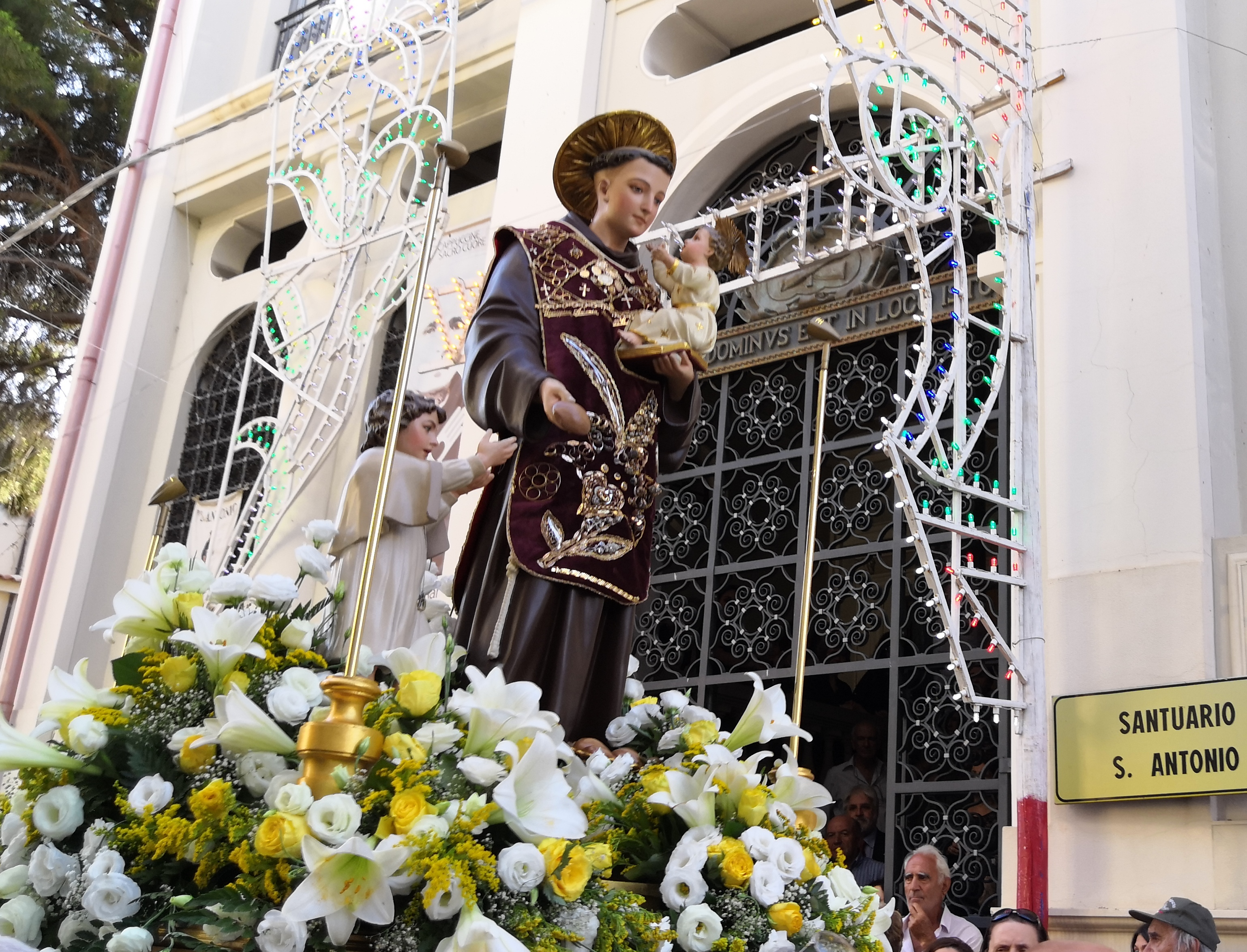
Uscita trionfale di Sant'Antonio di Padova, 2018
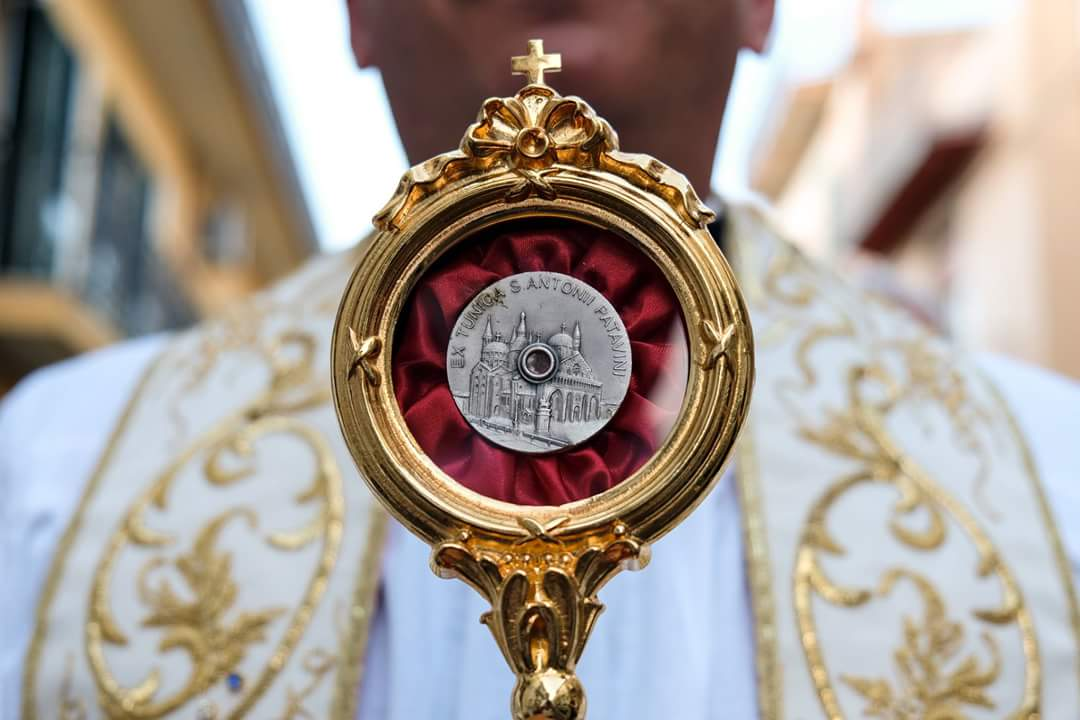
Reliquia di Sant'Antonio custodita a Roccalumera: un pezzetto di pelle nella tunica del Santo patavino